# Championnat de Turquie de football de deuxième division 2012-2013
 (octobre 2024).
Navigation
Bank Asya 1. Lig 2011-2012 Ptt 1. Lig 2013-2014
Le championnat de Turquie de football de deuxième division 2012-2013 est un championnat qui oppose des équipes de football de deuxième division turque en 2012-2013. Le championnat oppose dix-huit clubs en une série de rencontres jouées durant la saison de football.
Les deux premières places de ce championnat permettent d'accéder directement en Süper Lig la saison suivante. Les quatre équipes suivantes sont qualifiées pour les barrages de promotion, qui déterminent la troisième équipe promue.

## Classement
Mise à jour : mai 2013 
| Rang | Équipe                  | Pts | J  | G  | N  | P  | Bp | Bc | Diff |
| ---- | ----------------------- | --- | -- | -- | -- | -- | -- | -- | ---- |
| 1    | Kayseri Erciyesspor     | 63  | 34 | 19 | 6  | 9  | 59 | 37 | +22  |
| 2    | Çaykur Rizespor         | 59  | 34 | 17 | 8  | 9  | 53 | 35 | +18  |
| 3    | 1461 Trabzon P          | 53  | 34 | 15 | 8  | 11 | 47 | 31 | +16  |
| 4    | Manisaspor R            | 53  | 34 | 14 | 11 | 9  | 41 | 28 | +13  |
| 5    | Bucaspor                | 52  | 34 | 14 | 10 | 10 | 48 | 33 | +15  |
| 6    | Torku Konyaspor         | 52  | 34 | 14 | 10 | 10 | 38 | 35 | +3   |
| 7    | Adana Demirspor P       | 51  | 34 | 14 | 9  | 11 | 54 | 53 | +1   |
| 8    | Adanaspor               | 49  | 34 | 13 | 10 | 11 | 42 | 42 | 0    |
| 9    | Karşıyaka               | 47  | 34 | 12 | 11 | 11 | 37 | 39 | -2   |
| 10   | Boluspor                | 46  | 34 | 13 | 7  | 14 | 41 | 45 | -4   |
| 11   | Denizlispor             | 43  | 34 | 11 | 10 | 13 | 35 | 37 | -2   |
| 12   | Şanlıurfaspor P         | 43  | 34 | 10 | 13 | 11 | 32 | 38 | -6   |
| 13   | Gaziantep BB            | 41  | 34 | 11 | 8  | 15 | 37 | 43 | -6   |
| 14   | Samsunspor R            | 39  | 34 | 7  | 18 | 9  | 38 | 39 | -1   |
| 15   | TKİ Tavşanlı Linyitspor | 38  | 34 | 9  | 11 | 14 | 34 | 47 | -13  |
| 16   | Göztepe                 | 37  | 34 | 10 | 7  | 17 | 28 | 40 | -12  |
| 17   | Kartalspor              | 37  | 34 | 10 | 7  | 17 | 33 | 44 | -11  |
| 18   | MKE Ankaragücü R        | 29  | 34 | 7  | 8  | 19 | 31 | 62 | -31  |

Promotions et relégations
- Montée en Spor Toto Süper Lig 2013-2014
- Barrage de promotion pour Spor Toto Süper Lig 2013-2014
- Relégation en Spor Toto 2. Lig

Abréviations
R : Relégué de Spor Toto Süper Lig 2011-2012

P : Promu de Spor Toto 2. Lig

## Barrage de promotion

### Demi-finales 4-7
| 19 mai 2013 | Adana Demirspor | 0-2   | Manisaspor                |                                            |                                            |
| 21 h 15     |                 | (0-1) | 13e Cem Sultan · 60e Kahê | 5 Ocak (Adana) Arbitrage : Abdullah Yılmaz | 5 Ocak (Adana) Arbitrage : Abdullah Yılmaz |
| 21 h 15     | (rapport)       |       |                           | 5 Ocak (Adana) Arbitrage : Abdullah Yılmaz | 5 Ocak (Adana) Arbitrage : Abdullah Yılmaz |

| 23 mai 2013 | Manisaspor | 1-1   | Adana Demirspor |                                                            |                                                            |
| 19 h 0      |            | (1-0) |                 | Manisa 19 Mayıs Stadium (Manisa) Arbitrage : Hüseyin Göçek | Manisa 19 Mayıs Stadium (Manisa) Arbitrage : Hüseyin Göçek |
| 19 h 0      | (rapport)  |       |                 | Manisa 19 Mayıs Stadium (Manisa) Arbitrage : Hüseyin Göçek | Manisa 19 Mayıs Stadium (Manisa) Arbitrage : Hüseyin Göçek |

### Demi-finales 5-6
| 19 mai 2013 | Torku Konyaspor | 0-1   | Bucaspor          |                                                      |                                                      |
| 19 h 0      |                 | (0-1) | 44e Luiz Henrique | Stade Konya Atatürk (Konya) Arbitrage : Serkan Çınar | Stade Konya Atatürk (Konya) Arbitrage : Serkan Çınar |
| 19 h 0      | (rapport)       |       |                   | Stade Konya Atatürk (Konya) Arbitrage : Serkan Çınar | Stade Konya Atatürk (Konya) Arbitrage : Serkan Çınar |

| 23 mai 2013 | Bucaspor          | 1-2   | Torku Konyaspor               |                                                   |                                                   |
| 21 h 45     | Luiz Henrique 61e | (0-0) | 63e Murat Akın · 77e Selim Ay | Yeni Buca Stadı (Izmir) Arbitrage : Halis Özkhaya | Yeni Buca Stadı (Izmir) Arbitrage : Halis Özkhaya |
| 21 h 45     | (rapport)         |       |                               | Yeni Buca Stadı (Izmir) Arbitrage : Halis Özkhaya | Yeni Buca Stadı (Izmir) Arbitrage : Halis Özkhaya |

### Finale
| 26 mai 2013 | Manisaspor | 0-2   | Torku Konyaspor                 |                                                           |                                                           |
| 19 h 30     |            | (0-1) | 7e Recep Aydın · 47e Sjoerd Ars | Eskişehir Atatürk (Eskişehir) Arbitrage : Bülent Yıldırım | Eskişehir Atatürk (Eskişehir) Arbitrage : Bülent Yıldırım |
| 19 h 30     | (rapport)  |       |                                 | Eskişehir Atatürk (Eskişehir) Arbitrage : Bülent Yıldırım | Eskişehir Atatürk (Eskişehir) Arbitrage : Bülent Yıldırım |

## Sources
- Site officiel de la TFF